# Mahnmal für den Frieden

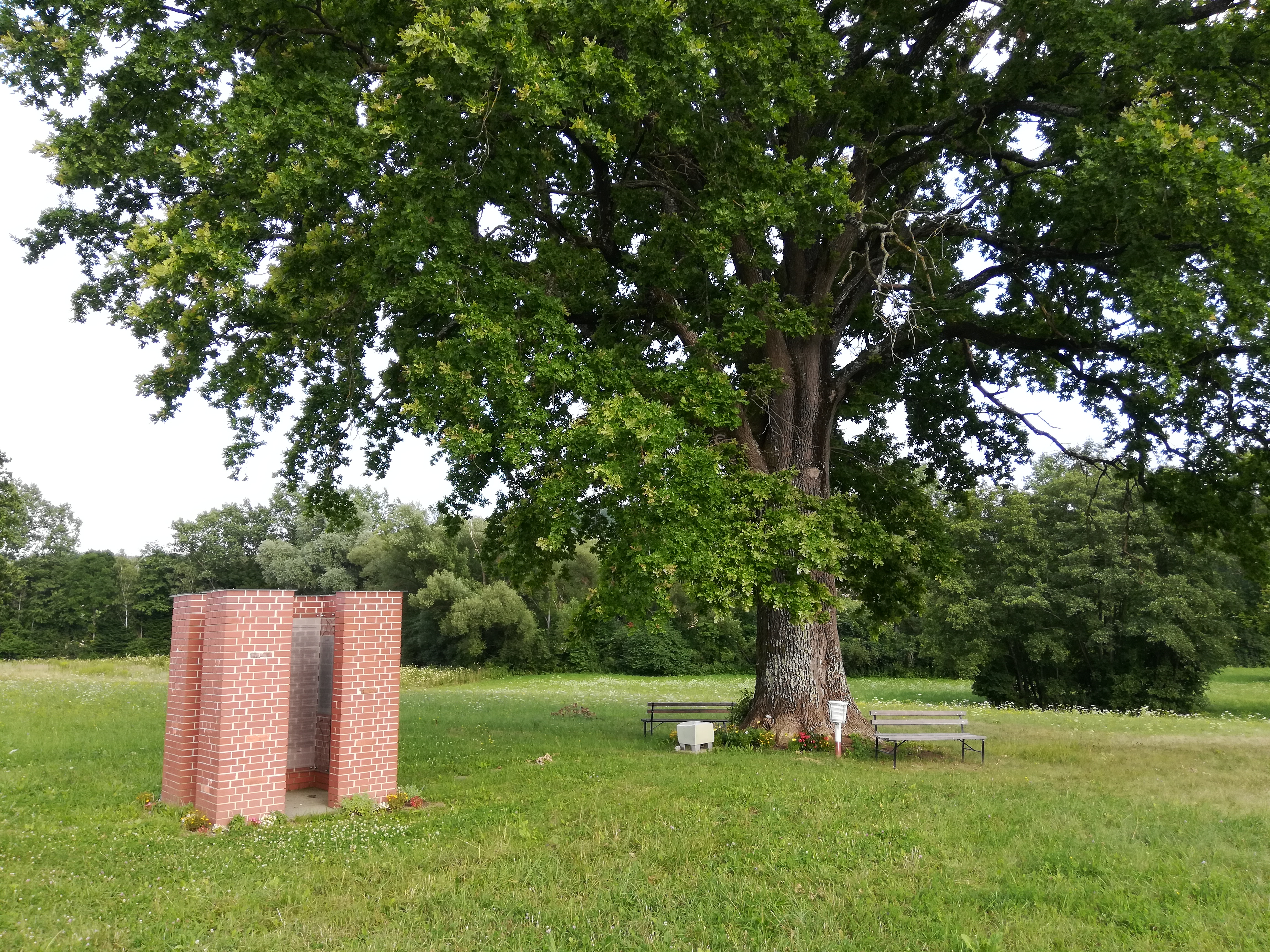
Mahnmal für den Frieden

Das Mahnmal für den Frieden ist ein Denkmal in der Gemeinde St. Anna am Aigen in der Steiermark. Es erinnert an ein Lager, das sich während der NS-Zeit in St. Anna befand, in dem hauptsächlich ungarisch-jüdische Zwangsarbeiter zum Bau des Südostwalls interniert waren.

## Geschichte
Das Mahnmal befindet sich am Sinnersdorfweg im Höllgraben in unmittelbarer Nähe zur österreichisch-slowenischen Grenze. Gegen Ende des Zweiten Weltkrieges wurden hier an der Südostgrenze des Deutschen Reiches neue Verteidigungsstellungen errichtet.
Im Stellungsbauunterabschnitt V/3-St. Anna am Aigen wurden ab Januar 1945 ca. 400 ungarischen Juden eingesetzt. Die Zwangsarbeiter waren zum Großteil unter oft menschenunwürdigen Zuständen mitten im Pfarrort St. Anna am Aigen einquartiert, z. B. in der damaligen Volksschule (heute Schuhhaus Rindler), im Vereinshaus (Theatersaal, Pfarrheim) und auch in einem heute nicht mehr bestehenden Gebäude neben dem Kaufhaus Lippe. Als Quartier dienten auch ein Barackenlager in der Höll zwischen Deutsch Haseldorf und Aigen (nahe Kramarovci) und zeitweise auch ein Zeltlager.
Die jüdischen Zwangsarbeiter kamen zum Teil aus dem Arbeitsdienst der ungarischen Armee. Daneben waren hier außerdem eine große Anzahl von Juden im Einsatz, die bereits seit Sommer 1944 im Gau Groß-Wien als Zwangsarbeiter eingesetzt waren, darunter auch einige Frauen. Eingesetzt wurden sie vor allem beim Bau des Panzergrabens von den Aigner Feldern bis zur Höllwiese nahe der Grenze zum heutigen Slowenien, wo sie häufig unter unmenschlichen Bedingungen arbeiteten. In monatelanger Arbeit wurde dort ein fast zwei Kilometer langer, 4,5 Meter breiter und fünf Meter tiefer Panzergraben gegraben. Dieser erwies sich später beim Einmarsch der Roten Armee 1945 als militärisch bedeutungslos und wurde im November 1947 von einem Bagger zugeschüttet.

## Bau des Denkmals
Das Denkmal, entworfen von der Künstlerin Roswitha Dautermann, entstand 2009 im Rahmen der Aktion 72 Stunden ohne Kompromiss der Katholischen Jugend Österreich auf Initiative des ehemaligen ungarischen Zwangsarbeiters Sandor Vandor, der Marktgemeinde St. Anna am Aigen sowie Weihbischof Franz Lackner. Es wurde am 26. April 2009 eingeweiht. Am Standort des Mahnmals, in der so genannten Höll, befand sich das o. g. Barackenlager.

## Beschreibung
Das Denkmal befindet sich unter einer alten Eiche, vor der ein Keramikwürfel steht, der einen Grenzstein symbolisiert. Das Bauwerk daneben besteht aus vier Säulen, welche für die Überreste eines Hauses stehen. In den Säulen wurden historische Ziegelsteine einer Lagerbaracke eingemauert.
Die vier Säulen bilden im Innenraum ein Quadrat mit einem Volumen von 2,5 Kubikmetern. Die Multiplikation dieser Zahl mit 10 ergibt 25, die Anzahl der in einer Arbeitsgruppe zusammengefassten Arbeiter sowie das tägliche Arbeitssoll von 25 Kubikmetern an Panzergraben, welches von zehn Arbeiter einer Gruppe erfüllt werden musste. Das Innere des kleinen Bauwerks ist nur einzeln zu betreten, um die Verlorenheit und Einsamkeit der Gefangenen nachzuempfinden.
Innerhalb der Säulen befinden sich vier Tafeln in den Sprachen Deutsch, Hebräisch, Englisch und Ungarisch. Man kann auf ihnen die Menschenrechte lesen, deren Einhaltung bis heute weltweit nicht gelungen ist. In einer weiteren Säule auf der anderen Straßenseite befindet sich eine Laterne, die an die alte Tradition von Wegmarken erinnert, die früher bei Nacht den Weg zeigten. Das Wort Frieden ist hier in Deutsch, Slowenisch, Englisch und Hebräisch eingearbeitet. Der Weg zum Keramikwürfel symbolisiert den täglichen Weg der Gefangenen. Setzt man sich auf den Gedenkstein, so blickt man durch die Säulen zur Laterne in der fünften Säule. Die Laterne soll mit ihrem Licht das Gedenken an die Toten wachhalten, mit dem Wort Frieden auf dem Glas aber auch „Hoffnungslicht“ auf dem Weg in die Zukunft sein.